# Más allá de... La usurpadora
Más allá de... La Usurpadora es una secuela de la telenovela de la misma producción La usurpadora.
Protagonizada por Gabriela Spanic y Fernando Colunga y antagonizada por Yadhira Carrillo.

## Trama
Paulina y Carlos Daniel son completamente felices con su nueva hija Paulita. Los problemas surgen cuando Paulina cae enferma y consulta a un médico que le dice que tiene cáncer y morirá en pocos meses. Paulina mantiene su enfermedad en secreto de su familia, pero pide a Raquel, la institutriz de los niños, se case con Carlos Daniel después de que ella muera. Raquel, que ha estado secretamente enamorada de Carlos Daniel, está encantada. Cuando Paulina le dice a la Abuela Piedad el secreto, la Abuela Piedad insiste en que su familia merece saber. Paulina tiene un ataque de pánico, y tiene una visión de Paola en un espejo, diciendo que la verá en el infierno por robarle a su familia. Cuando Carlos Daniel se entera de su enfermedad, consuela a Paulina y deciden hacer lo mejor del tiempo que les queda juntos. Raquel no puede esperar para asumir el papel de Paulina, por lo que en la noche de la celebración del primer aniversario de bodas de Paulina y Carlos Daniel, pone veneno en el vino de Paulina. Raquel brinda con Paulina, pero esta inmediatamente se desmaya; unos minutos después se desmaya Raquel también. Las dos mujeres son llevadas al hospital, donde se enteran de que Paulina no está enferma, sino que está, de hecho, embarazada. Sin embargo, Raquel ha tragado accidentalmente el veneno. Ella busca el perdón y, finalmente, hace una recuperación completa. De vuelta en la casa Bracho, Carlos Daniel y Paulina revelan la buena noticia a todo el mundo. Rebosante de alegría, la familia toma una foto y dice <<Y vivieron felices por el resto de sus vidas>>".

## Elenco
- Gabriela Spanic - Paulina Martínez de Bracho/Paola Bracho
- Fernando Colunga - Carlos Daniel Bracho
- Libertad Lamarque - Abuela Piedad vda. de Bracho
- Chantal Andere - Estefanía Bracho de Montero
- Magda Guzmán - Fidelina
- Marcelo Buquet - Rodrigo Bracho
- Paty Díaz - Lalita Pérez
- Adriana Fonseca - Verónica Soriano
- Jessica Jurado - Patricia Bracho
- María Solares - Lisette Bracho
- Sergio Miguel - Carlitos Bracho
- Antonio De Carlo - Osvaldo Reséndiz
- Ninón Sevilla - Cachita
- Tito Guízar - Don Panchito
- Javier Herranz - Dr. Varela
- Sara Montes - Eloína
- Yadhira Carrillo - Raquel
- Emiliano Lizárraga - Pedro
- Gabriela Carvajal - Adela

- Datos: Q10295998